# Protopannaria
Protopannaria (Gyeln.) P.M. Jørg. & S. Ekman (prastrzęp) – rodzaj grzybów z rodziny Pannariaceae. Ze względu na współżycie z glonami zaliczany jest do grupy porostów.

## Systematyka i nazewnictwo
Pozycja w klasyfikacji według Index Fungorum: Pannariaceae, Peltigerales, Lecanoromycetidae, Lecanoromycetes, Pezizomycotina, Ascomycota, Fungi.
Synonimy nazwy naukowej: Pannaria subgen. Protopannaria Gyeln.
Nazwa polska według W. Fałtynowicza.

## Gatunki
- Protopannaria alcicornis P.M. Jørg. & R.S. Poulsen 2001
- Protopannaria austro-orcadensis (Øvstedal) P.M. Jørg. 2001
- Protopannaria azorellae P.M. Jørg. & R.S. Poulsen 2001
- Protopannaria campbellensis Øvstedal & Fryday 2011[4]
- Protopannaria corticola P.M. Jørg. 2007[4]
- Protopannaria hilaris (Zahlbr.) P.M. Jørg. 2004
- Protopannaria pezizoides (Weber) P.M. Jørg. & S. Ekman 2000 – prastrzęp kustrzebkowaty, łuszczkówka brunatna

Nazwy naukowe na podstawie Index Fungorum. Nazwy polskie według W. Fałtynowicza.